# Gorzka zgnilizna jabłek

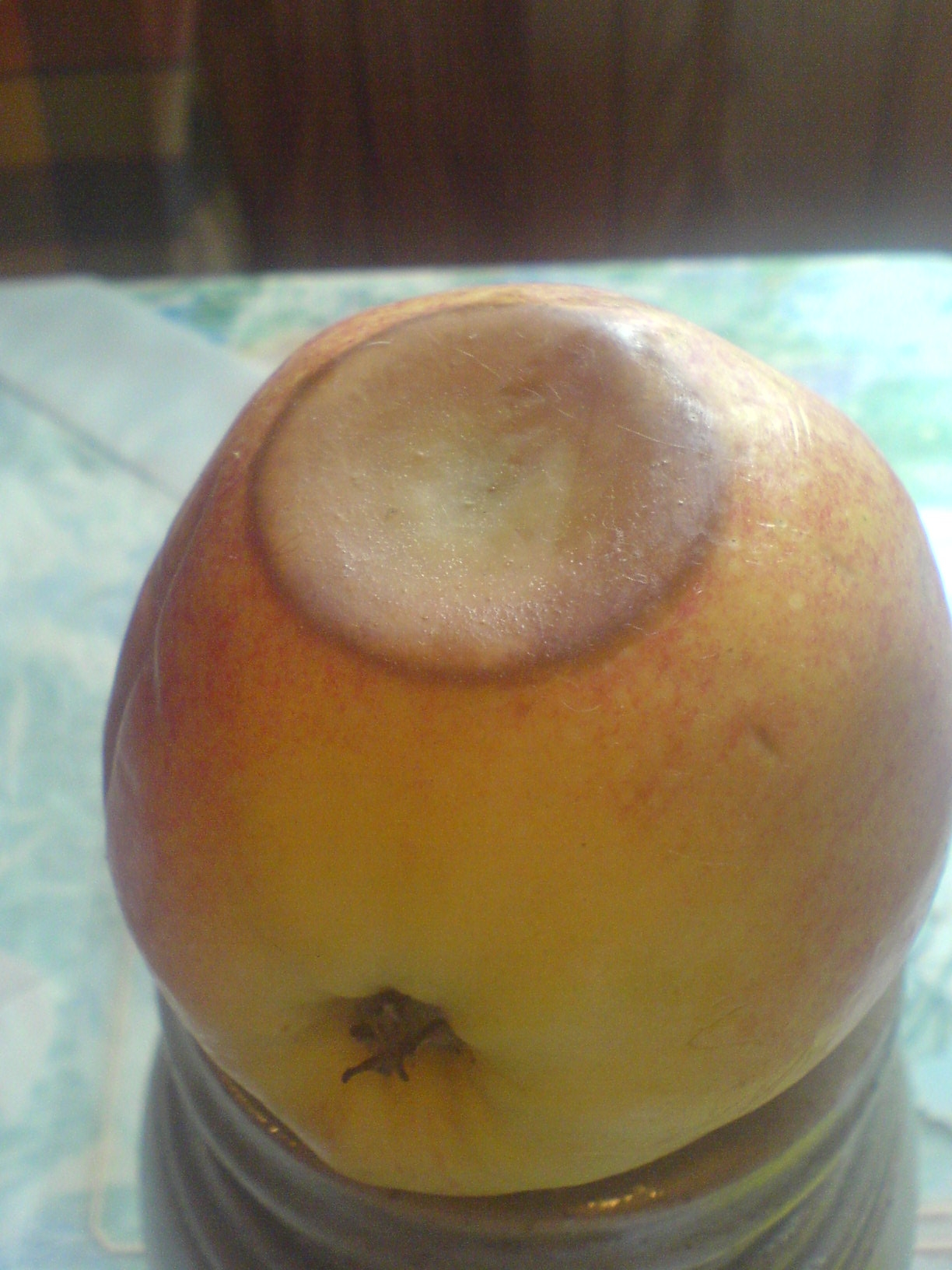

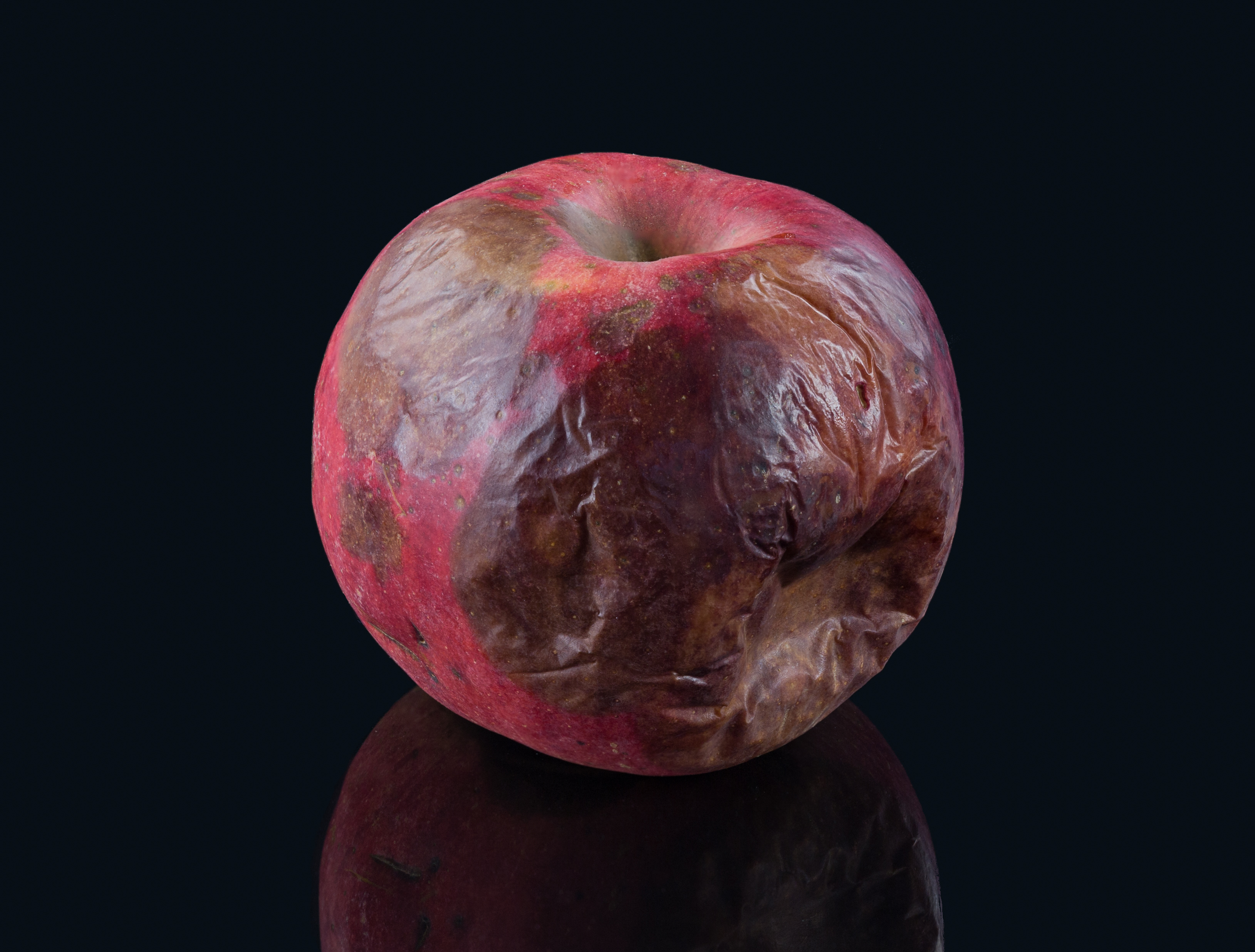

Gorzka zgnilizna jabłek – choroba jabłek i gruszek wywołana przez Neofabraea malicorticis i Neofabraea vagabunda, sporadycznie także Colletotrichum gloeosporioides.

## Występowanie i szkodliwość
Choroba zwana gorzką zgnilizną jabłek występuje na jabłkach i gruszkach. Szczególnie duże szkody wyrządza w sadach intensywnie prowadzonych. Porażone jabłka i gruszki nie nadają się do spożycia.
Neofabraea malicorticis i Neofabraea vagabunda oprócz gorzkiej zgnilizny jabłek wywołują także zgorzel kory jabłoni. Obydwie te choroby w opracowaniu „Polskie nazwy chorób roślin” są potraktowane jako jedna – zgorzel kory jabłoni i gorzka zgnilizna jabłek. 

## Objawy
Objawy na owocach porażonych przez Neofabraea malicorticis i Neofabraea vagabunda pojawiają się dopiero podczas ich przechowywania, w końcowej już fazie, gdy powinny już zyskiwać one przydatność do spożycia. Początkowo są to niewielkie brunatne przebarwienia wokół przetchlinek. Plamy szybko powiększają się i łączą z sobą. W środku są ciemnobrunatne, na zewnątrz jaśniejsze. Skórka w obrębie plam jest gładka i napięta, czasami tylko podłużnie pęka, miąższ pod nią natomiast zapada się i ulega zgniliźnie. W środkowej części plamy tworzą się drobne wypukłości. Są to acerwulusy. Wycieka z nich śluzowata żółtobrunatna masa z zarodnikami konidialnymi. Patogeny głęboko przerastają cały miąższ owoców – jest on gorzki w całym owocu, również w tej części, która nie została jeszcze objęta zgnilizną.
Objawy na owocach porażonych przez Colletotrichum gloeosporioides pojawiają się wcześniej, we wszystkich fazach ich rozwoju. Plamy na owocach są ciemniejsze, a acerwulusy skupione koliście wokół miejsca infekcji patogenu. Wyciekająca z nich śluzowata masa konidiów ma pomarańczowożółtą barwę.
Przy dużej wilgotności na porażonych owocach pojawia się delikatna, białoszara grzybnia.

## Epidemiologia
Główną rolę w rozprzestrzenianiu choroby pełnią bezpłciowo powstające konidia. Zarodniki płciowe (askospory) powstają bardzo rzadko i praktycznie nie odgrywają żadnej roli w infekowaniu owoców. Pokryte śluzem konidia dokonują infekcji owoców głównie od końca czerwca do zbiorów. Kiełkują na powierzchni owoców, a ich strzępka rostkowa wnika do miąższu poprzez przetchlinki. Przez kilka miesięcy po zbiorze owoców rozwija się w nich saprotroficznie. Gdy jabłka osiągają dojrzałość spożywczą, uaktywnia się powodując ich gnicie. Rozwojowi choroby sprzyja niska temperatura w przechowalni.
Wszystkie 3 gatunki patogenów zimują na obumarłych krótkopędach, obumarłej korze i na obumarłych owocach.

## Ochrona
Zapobiega się chorobie tak samo, jak przy zgorzeli kory. Głównie polega to na usuwaniu ognisk zakażeń – wycinaniu pędów, na których pojawiły się oznaki choroby. Przy niewielkich zgorzelach na grubszych gałęziach można usunąć tylko zgorzelową korę, oczyścić pęd i ranę zasmarować maścią sadowniczą z dodatkiem fungicydu benzimidazolowego. Młode drzewka po posadzeniu, a starsze po cięciu, gradobiciu i zbiorze owoców profilaktycznie opryskuje się fungicydami benzimidazolowymi.